# Arzakite
L'arzakite è un minerale il cui nome deriva dalla località di Arzak nella repubblica di Tuva nella Siberia centro-orientale. La specie non è riconosciuta dall'IMA perché la descrizione è stata pubblicata prima della sua approvazione.

## Origine e giacitura
L'arzakite si forma nelle zone di ossidazione dei giacimenti di mercurio.

## Forma in cui si presenta in natura
L'arzakite si presenta in masse granulari.